# 1996 au théâtre
| Années du théâtre : 1993 - 1994 - 1995 - 1996 - 1997 - 1998 - 1999    |
| Décennies du théâtre : 1960 - 1970 - 1980 - 1990 - 2000 - 2010 - 2020 |

Cet article présente les faits marquants de l'année 1996 au théâtre.

## Événements
- Création du Mois Molière, festival de Versailles, par François de Mazières.
- 18 novembre : inauguration du théâtre des Abbesses à Paris.
- Début de la reconstruction à Londres du Théâtre du Globe, qui avait été démoli en 1644, bâti à l'identique, d'après des plans élisabéthains de l'original et en utilisant les techniques de construction de l'époque.

## Pièces de théâtre représentées
- 15 mai : L'Amour de Phèdre (Phaedra's Love) de Sarah Kane, au Gate Theatre à Londres.
- 2 juillet : Le Mal de mère de Pierre-Olivier Scotto, mise en scène Françoise Seigner, théâtre de la Madeleine
- 3 octobre : Les Monologues du vagin d'Eve Ensler, HERE Arts Center, New York
- 3 octobre : Slaves de Tony Kushner, mise en scène Jorge Lavelli, théâtre national de la Colline

## Festival d'Avignon

### Cour d'honneur dupalais des papes
- x

## Récompenses
- 10e Nuit des Molières (Molières 1996)

## Décès
- André Dumas (°1921)
- 13 janvier : Denise Grey (°1896)
- 25 janvier : Jonathan Larson (° 1960)
- 27 février : François Chaumette (°1923)
- 3 mars : Marguerite Duras (°1914)
- 23 mars : Jacques Toja (°1929)
- 7 avril : Georges Géret (°1924)
- 23 avril : Jean-Marie Rivière (°1926)
- 29 avril : Mario David (°1927)
- 1er mai : André Weber (°1928)
- 8 mai : Robert Le Béal (°1915)
- 22 mai : Julia Dancourt (°1932)
- 6 juin : Marc de Jonge (°1949)
- 19 juillet : Denise Péron (°1925)
- 15 août : Jean-Pierre Maurin (°1941)
- 20 août : Didier-Georges Gabily (°1955)
- 30 août : Christine Pascal (°1953)
- 2 septembre : Jean Bousquet (°1923)
- 18 septembre : Annabella (°1907)
- 21 septembre : Viviane Gosset (°1908)
- 29 septembre : Claude Vernier (°1913)
- 22 novembre : Maria Casarès (°1922)
- 19 décembre : Marcello Mastroianni (°1924)
- 31 décembre : Annie Ducaux (°1908)